# Mezquita de Batumi
La Mezquita de Batumi (en georgiano: ბათუმის მეჩეთი, batumis mecheti, orta jame) es la principal mezquita de la ciudad de Batumi, Georgia. Fue encargada por la familia del Aslan Beg (el equivalente del duque) Khimshiashvili, un noble musulmán georgiano en 1866. La mezquita es conocida popularmente como la "Jamia en el medio" ("ორთა ჯამე", orta jame) porque una vez estuvo entre otras dos mezquitas que no existen en la actualidad.